# Кино про бандитов
«Кино́ про банди́тов» — российский 4-серийный фильм в жанре криминальной комедии. Производством проекта занимается компания ТРОМЕДИА.
Цифровая премьера сериала состоялась 15 июня 2023 года в онлайн-кинотеатре Premier, а телепремьера (в формате одного цельного фильма) — 1 января 2024 года на НТВ.

## Сюжет
Комедия о криминальном авторитете, решившем экранизировать свою жизнь и стать кинозвездой. Главные роли исполнили Дмитрий Нагиев, Михаил Пореченков и Станислав Дужников. Гавр — хмурый и неразговорчивый главарь провинциальной ОПГ, который выходит из тюрьмы спустя 15 лет. Он встречается со своими друзьями — таксистом Беляшом и охранником из ЧОПа Коляном, после чего делится с ними гениальным планом: в заключении он осознал, что у них была очень насыщенная жизнь, он хочет снять о ней фильм и уже написал сценарий. Он уверен, что его кино про бандитов будет правдивым и успешным. Друзья поддерживают идею, и они с восторгом погружаются в процесс кинопроизводства. Вот только методы работы у них остаются бандитскими...

## Актёры и персонажи
| Актёр              | Роль                  |
| ------------------ | --------------------- |
| Михаил Пореченков  | Гавр                  |
| Дмитрий Нагиев     | Дмитрий Нагиев актёр  |
| Наталья Бочкарёва  | Катюха спутница Гавра |
| Станислав Дужников | Беляш друг Гавра      |
| Михаил Евланов     | Колян друг Гавра      |
| Анна Банщикова     | Люда сестра Гавра     |
| Сергей Астахов     | Рябой                 |